# جنگ تمام‌عیار: وارهمر ۲
جنگ تمام‌عیار: وارهمر ۲ (انگلیسی: Total War: Warhammer II) یک بازی ویدئویی استراتژی نوبتی و تاکتیک هم‌زمان است که توسط کریتیو اسمبلی توسعه یافته و توسط سگا منتشر شده‌است. این بازی از مجموعه جنگ تمام‌عیار و دنباله بازی جنگ تمام‌عیار: وارهمر در سال ۲۰۱۶ است. این بازی برای رایانه شخصی دارای ویندوز در ۲۸ سپتامبر ۲۰۱۷ منتشر شد. فرال اینترکتیو بازی را برای مک‌اواس و لینوکس در ۲۰ نوامبر ۲۰۱۸ منتشر کرد. بازی برای اجرا نیاز به یک حساب استیم دارد.

## گیم پلی
جنگ تمام‌عیار: وارهمر ۲ مانند سایر بازی‌های مجموعه جنگ تمام‌عیار دارای استراتژی نوبتی و تاکتیک هم‌زمان است.
در کمپین این بازی، بازیباز می‌تواند لشکرش را در نقشه تعریف شده به حرکت درآورد و شهرهایش را به صورت نوبتی مدیریت کند. بازیباز در بخش دیپلماسی با کشورهایی که توسط هوش مصنوعی کنترل می‌شوند درگیر شده و با آنها مبارزه می‌کند. هنگامی که ارتش‌ها با یکدیگر روبرو می‌شوند، آنها به صورت هم‌زمان باهم نبرد می‌پردازند. این بازی همچنین دارای حالت نبردهای سفارشی است که در آن بازیباز می‌تواند به صورت هم‌زمان نبردهای سفارشی و همچنین در نبردهای چند نفره آنلاین بازی کند. کسانی که در بازی اولشان با یک نژاد بازی را به پایان برسانند به واسطه آن سبب آزادشدن چندین نژاد جدید می‌شوند و برای بازی چند نفره در بازی دوم خود می‌توانند با آن‌ها بازی کنند.
نژادهای معرفی شده در کمپین این بازی شامل لیزاردمِن، اِلف‌های بالا، اِلف‌های سیاه و اِسکاوِن است. نژادهای پادشاهان مقبره و خون‌آشام‌های ساحل (نژاد دزدان دریایی نامیرا) بعداً به نژادهایی تبدیل شدند که توسط محتوای قابل دانلود، لشکرکشی هانتسمارشال، Chevaliers de Lyonesse (حکم شوالیه) و خواهران گرگ و میش (بخشی از الف‌های چوبی) این نژادها نیز قابل بازی بودند.
کمپین اصلی بازی چشم گرداب نام دارد. این یک کمپین متمرکز بر داستان است که در آن هر یک از نژادهای قابل بازی، داستان و صحنه‌های خود را دارد. علاوه بر این، بازیکنانی که صاحب هر دو بازی جنگ تمام‌عیار: وارهمر و جنگ تمام‌عیار: وارهمر ۲ هستند، به یک کمپین ترکیبی عظیم به نام امپراتوری‌های میرا دسترسی دارند که بیشتر یک تجربه به صورت سندباکس است. امپراتوری‌های میرا باید از استیم بارگیری شود، اما برای بازیکنانی که مالک هر دو بازی هستند رایگان است.
این کمپین همچنین می‌تواند به‌صورت آنلاین با بازیکن دیگر در حالت‌های همکاری باهم یا رو در رو اجرا شود.